# Husbygårds säteri

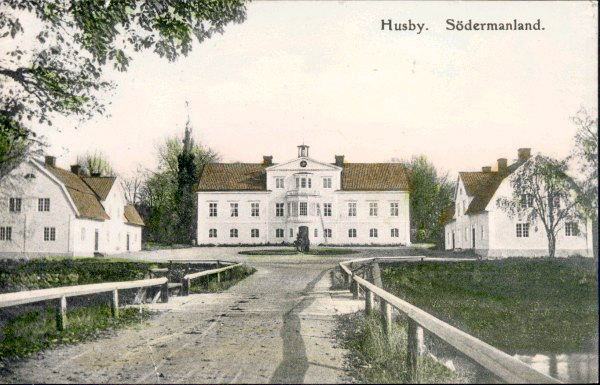
Husbygårds manbyggnad uppfördes 1844–1845.

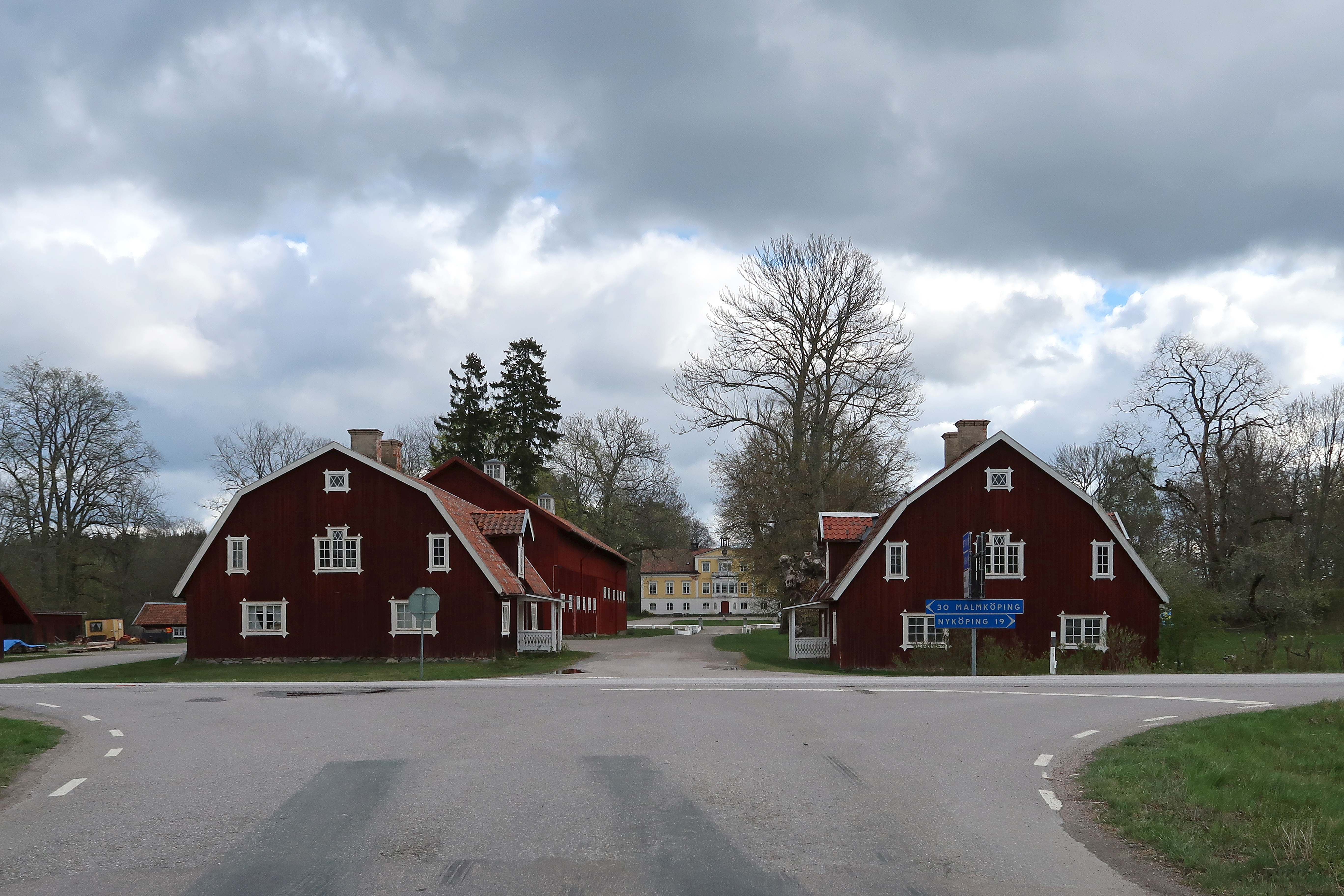
Flyglar, troligen från slutet av 1700-talet

Husbygård är ett säteri och gammal kungsgård i Husby-Oppunda socken, Nyköpings kommun, sydöstra Södermanland.
Husby bytomt låg ursprungligen vid Husby-Oppunda kyrka. Byn ombildades 1642 till säteri och i samband med detta uppfördes nya sätesbyggnader på dess nuvarande plats vid Husbyån. De nuvarande flygelbyggnaderna härrör troligen från 1600-talet, medan manbyggnaden uppfördes 1844–1845. Vid infarten till gården ligger ytterligare två flyglar, troligen från slutet av 1700-talet. Gårdens ladugård och magasin ligger på Kyrkkullen.

## Ägare
- 1795-1826: Greve Gustaf Wachtmeister
- 1826-1879: Greve Wilhelm Wachtmeister[2]
- 1879-1905: Greve Gustaf Wilhelm Wachtmeister (1850-1915); sålde säteriet år 1905.[3]
- 1905-1911: Grevinna Anna Bonde född Mörner och make Philip Bonde[3]; sålde säteriet år 1911.[4]
- 1911-1955: Major Axel Balzar Leonard Carleson (1859-1935) och maka Emma Signe Vilhelmina född Tillberg (1865-1955)[5]
- 1955-1967: Ruth Tillberg född Carleson (1888-1967)[6] och make major Ivar Tillberg (1878-1939)
- 1967-2012: Signe Eva Marianne född Tillberg (1916-2012, gift i första äktenskapet med Stig Norberg (1912-1989), i andra äktenskapet med Lars Lundin, 1912-1995)[7]

- 2012-: Anders Lundin (f. 1951)